# جان ریدگلی
جان ریدگلی (انگلیسی: John Ridgely؛ ۶ سپتامبر ۱۹۰۹ – ۱۸ ژانویهٔ ۱۹۶۸) یک هنرپیشه اهل ایالات متحده آمریکا بود.